# Affaire Giuseppe Rugolo
Pour un article plus général, voir Abus sexuels dans l'Église catholique en Italie.
L'affaire Giuseppe Rugolo est une affaire judiciaire mettant en cause un prêtre du diocèse de Piazza Armerina, Giuseppe Rugolo. Arrêté en 2021 pour des agressions sexuelles sur trois mineurs entre 2009 et 2017, il est condamné en mars 2024 à quatre ans et demi de prison, peine ramenée en appel  à trois ans en juillet 2025. 
Le diocèse est également condamné à indemniser les victimes, l'enquête ayant clairement démontré le comportement fautif de l’évêque du diocèse, Rosario Gisana, qui en toute connaissance de cause a cherché à étouffer l'affaire et n'a pris aucune mesure contre Giuseppe Rugolo, lui donnant ainsi toute latitude pour reproduire ses délits sur d'autres adolescents. Le soutien public du pape François à l'évêque avant le procès a été vivement critiqué.
Giuseppe Rugolo est renvoyé de l'état clérical en juillet 2025.

## Historique
Alors qu'il est encore séminariste dans la ville d'Enna en Sicile, dans le diocèse de Piazza Armerina, Giuseppe Rugolo donne des cours de religion à la paroisse de San Giovanni Battista dans le cadre de la pastorale des jeunes. En 2009, alors qu'il est âgé de 28 ans, il profite d'un moment où il est seul avec un élève pour le forcer à se masturber devant lui. Il s'agit d'un garçon de 15 ans, qui se destine à la prêtrise, chez lequel il a décelé des tendances homosexuelles. La victime, Antonio Messina, subit pendant quatre ans le harcèlement de Giuseppe Rugolo, ordonné prêtre entre temps en mai 2011,. Sous couvert d'affection, ce dernier multiplie sur lui les agressions sexuelles en privé, et l'humilie en public devant les autres garçons. En 2014, le jeune homme se confie au curé de sa paroisse, Pietro Spina, qui refuse de le croire. 
En janvier 2015, Giuseppe Rugolo, nommé vicaire de la cathédrale d'Enna, met sur pied une association de jeunes baptisée « Projet 360 » (“Progetto 360”). Elle regroupe une centaine d'adolescents et de jeunes adultes âgés de 12 à 20 ans. C'est alors qu'Antonio Messina dénonce à nouveau les faits à un autre prêtre, Vincenzo Murgano (nommé par la suite en 2019 responsable du service diocésain de la protection des mineurs et vicaire général) qui lui demande de garder le silence et de ne pas avertir l'évêque du diocèse, Rosario Gisana,.  
En août 2016, Rosario Gisana est mis au courant par un autre prêtre des abus sexuels de Giuseppe Rugolo sur Antonio Messina. Les parents du jeune homme rencontrent l'évêque en juin 2017. L'évêque leur dit s'occuper de l'affaire, mais en réalité temporise jusqu'à ce que la victime s'adresse d'elle-même à lui. En novembre 2018, Antonio Messina expose à Rosario Gisana les abus sexuels et psychologiques qu'il a subis. Devant l'évêque, Giuseppe Rugolo reconnaît au moins partiellement les faits, à la veille de son affectation comme curé de l'église San Cataldo de Palerme. Saisi du dossier, le tribunal ecclésiastique de Palerme transmet la procédure canonique à la Congrégation pour la doctrine de la foi qui se déclare incompétente compte-tenu que Giuseppe Rugolo n'était pas encore prêtre, mais seulement séminariste à l'époque des faits. Dans le même temps, Rosario Gisana propose à Antonio Messina, en échange de son silence, de verser à sa famille 25 000 euros en liquide prélevés sur les fonds de Caritas, offre que la victime refuse.   
En octobre 2019, le prêtre est discrètement déplacé avec l'approbation du Vatican à Ferrare (Émilie-Romagne), dans l'archidiocèse de Ferrara Comacchio, officiellement pour raison de santé. Nommé dans la paroisse de Vigarano Mainarda, il reste au contact de jeunes et organise même un camp d'adolescents à l'été 2020,.  

## Enquête judiciaire
Après avoir écrit une lettre au pape François, restée sans réponse, et sans nouvelles aussi des suites de son signalement à l'évêque,, Antonio Messina décide de porter plainte à la police en octobre 2020. La Squadra mobile déploie des moyens importants : perquisitions, écoutes téléphoniques, saisie de matériel informatique. Des dizaines de personnes sont auditionnées. Sept garçons, passés par l'association de jeunes de Giuseppe Rugolo, dont deux étaient à l'époque mineurs, témoignent d'attouchements sur le sexe, les faits les plus récents remontant à 2017. Ils décrivent un prêtre aussi charismatique que manipulateur, cultivant ouvertement un comportement ambigu, allant jusqu'à partager la même chambre avec un autre jeune du groupe lors de retraites,. 
Le 27 avril 2021, Giuseppe Rugolo est arrêté à Ferrare où il est assigné à résidence. La juge d'instruction dénonce le comportement d'un prêtre sans scrupules qui se sert de son association pour cibler des adolescents psychologiquement fragiles, hors de tout contrôle du diocèse de Piazza Armerina,. Après cette arrestation, le chef de la police d'Enna lance un appel à témoins dans la célèbre émission télévisée Chi l'ha visto? (it) diffusée par la Rai 3.
La procédure contre Rugolo s'ouvre à huis clos par une première audience le 7 octobre 2021 à Enna.
En 2022, la presse révèle sur la base des éléments découverts lors de l'enquête que l'évêque de Piazza Armerina a étouffé l'affaire et cherché à protéger Giuseppe Rugolo en achetant le silence d'Antonio Messina. Elle révèle également que le prêtre a consulté de manière compulsive des sites pornographiques à la recherche d'images de jeunes garçons entre mars 2020 et janvier 2021,,.
Rugolo poursuit en diffamation sa victime et quatre journalistes ayant suivi l'affaire,,. 

## Hommage et soutien publics du pape François à l'évêque
À la veille de l'acte d'accusation du procureur d'Enna et du débat des parties civiles,, le pape François reçoit à Rome le 6 novembre 2023 une association caritative du diocèse de Piazza Armerina basée à Gela. Le pape défend avec vigueur Rosario Gisana contre des attaques dont il serait la victime, et le félicite pour sa conduite en ces termes : « Bravo à cet évêque, bravo. Il a été persécuté, calomnié et il a été ferme, toujours, juste, un homme juste. C'est pour cette raison que le jour où je suis allé à Palerme, j'ai voulu m'arrêter d'abord à Piazza Armerina pour le saluer ; c'est un bon évêque. » Ces propos suscitent un vif mécontentement, d'autant qu'à Gela même, un catéchiste avait été poursuivi en juillet de la même année pour des abus sur mineur, faits dont l'enquête avait montré en 2022 qu'ils étaient, là aussi, bien connus de l'évêque qui avait été informé par la victime présumée, malgré ses dénégations,.     

## Procès et condamnation du prêtre en 2024
Le 5 mars 2024, au terme de 22 audiences au cours desquelles 53 personnes ont été entendues à huis clos, le tribunal rend publiquement son verdict après huit heures de délibéré. Giuseppe Rugolo est condamné à 4 ans et demi de prison, à l'interdiction pour cinq ans d'exercer des fonctions publiques et à une interdiction définitive d'enseigner. Le diocèse de Piazza Armerina est jugé civilement responsable et condamné solidairement avec le coupable à indemniser les parties civiles,,,.
Le procès révèle l'existence d'un enregistrement téléphonique entre Rosario Gisana et Giuseppe Rugolo qui démontre que l'évêque a cherché à couvrir l'affaire selon ses propres dires : « Le problème, c'est aussi moi parce que j'ai étouffé cette histoire... eh bien, tant pis, on verra comment on peut s'en sortir ! » L'évêque confie également à Rugolo dans la conversation interceptée avoir couvert un autre prêtre qui avait commis des actes bien pires que les siens qu'il considère comme de simples « bêtises » de jeune homme. On l'entend également dire en riant dans un enregistrement de 2016, au sujet de d'Antonio Messina, que « les homosexuels aiment de manière viscérale ou haïssent de manière viscérale et que c'est une vengeance d'une personne qui a été rejetée. »
Un podcast en sept épisodes sur l'affaire, intitulé La Confessione, est mis en ligne peu après le procès par trois journalistes italiens d'investigation,. Le dernier volet est diffusé fin juillet 2024. L'un des auteurs du podcast avance qu'« il est possible que François soit redevable à Gisana, qui a dirigé à sa demande une commission d'enquête sur un évêque de Palerme accusé d'avoir violé des religieuses ; la commission avait conclu qu'il y avait eu des rapports sexuels, mais sans violence. » Le journaliste de l'ANSA, qui avait été poursuivi à trois reprises pour diffamation par Rugolo, estime que « la boîte de Pandore de la dénonciation des abus du clergé en Italie est désormais ouverte. »

### Énoncé des motifs de la condamnation
Le 25 juillet 2024, le tribunal rend publics les motifs de la condamnation de Rugolo. Le juge estime qu'« il semble exister une coresponsabilité de la curie diocésaine en la personne de l'évêque qui, de toute évidence, a autorisé le père Rugolo, en tant que figure de référence de son association, à opérer au sein de l'Église, lui permettant ainsi, avec la pleine complaisance du diocèse, de créer des occasions de rencontre et de fréquentation avec de jeunes adolescents (...) De l'instruction ont émergé des éléments clairs et univoques à l'appui d'une conduite consciemment fautive de l'évêque Gisana qui légitiment la condamnation à l'indemnisation des dommages causés par la curie diocésaine, en tant que responsable civil, pour les préjudices causés par les abus sexuels perpétrés par le père Rugolo. » « L'évêque [...] n'a manifestement pris aucune initiative sérieuse pour protéger les mineurs de sa communauté et leurs parents, alors même qu'il en avait le pouvoir et le devoir conférés par ses fonctions, facilitant ainsi l'activité prédatrice d'un prêtre ayant déjà fait l'objet d'un signalement. »
Le lendemain, Rosario Gisana déclare au quotidien La Stampa qu'il n'a « pas "facilité l'activité prédatrice" de qui que ce soit », et fait valoir qu'il a agi alors que les faits s'étaient produits avant son installation comme évêque du diocèse, soit en février 2014. En réponse à son successeur, Michele Pennisi (en) affirme : « Si j'avais eu connaissance de ces faits qui pour moi constituent un délit, je n'aurais pas hésité à prendre des mesures. »

### La lettre d'Antonio Messina au pape
La presse italienne publie le 3 août des extraits de la lettre envoyée par la victime au pape François après la condamnation de Rugolo. Antonio Messina, la seule des trois victimes ayant choisi de sortir de l'anonymat, retrace le calvaire qu'il a vécu au cours des dernières années : « l'isolement, la tentative d'être acheté et même réduit au silence, ainsi que la sensation d'être traité comme la pire des créatures », insulté par le clergé local, alors qu'il s'était « adressé avec un esprit filial » à l'évêque. Il rappelle au pape l'hommage qu'il a rendu à Rosario Gisana en novembre 2023 qui l'a « troublé et blessé ». 
Le quotidien Il Messaggero indique que la lettre, envoyée également aux dicastères concernés, n'a reçu aucune réponse,, et note le silence et l'absence de mesures de la hiérarchie catholique : « Bien que des détails aussi scabreux que surprenants et une omerta sous-jacente injustifiée aient fait surface à plusieurs reprises dans l'actualité, auxquels s'ajoute même le silence obstiné de la CEI et du Vatican, pendant tout ce temps, [ces instances] n'ont jamais pris position, ni même envisagé de sanctions canoniques, ni contre l'évêque pour avoir étouffé l'affaire, ni contre le prêtre condamné pour l'instant seulement par le tribunal italien. »,

### Manifestations de fidèles
Le 22 août 2024, une vingtaine de fidèles catholiques d'Enna, dont Antonio Messina, sont filmés alors qu'ils quittent en silence la messe présidée par Vincenzo Murgano, vicaire général du diocèse de Piazza Armerina, au sanctuaire Notre-Dame de Valverde en Sardaigne. Ils entendent protester contre l'implication de Vincenzo Murgano et d'autres membres du clergé, comme Pietro Spina, dans la dissimulation des abus commis par Giuseppe Rugolo. Sur les pancartes brandies à la sortie de l'église, on peut lire « Je n'accepte pas les sermons de ceux qui cachent un abus » et, à leur adresse, les paroles de Jésus aux pharisiens dans l'évangile selon Matthieu : « Serpents, race de vipères ». Une manifestation analogue se tient dans une autre paroisse,.

### Jugements sur l'affaire
Le National Catholic Reporter constate que Rosario Gisana continue de diriger le diocèse de Piazza Armerina, alors même que la manière dont il a traité l'affaire Rugolo est susceptible de faire l'objet d'une enquête en vertu du motu proprio Vos Estis Lux Mundi (en), promulgué par le pape François en 2019, qui établit de nouvelles normes procédurales tenant les évêques  comme responsables dans les cas de dissimulation d'abus.  
Pour le media américain en ligne Crux (en), la réponse du pape François à l'affaire Giuseppe Rugolo s'inscrit dans la lignée d'autres affaires d'abus sexuels, Juan Barros (en) au Chili et Marko Rupnik, où le pape a cherché à défendre des prêtres et des évêques au mépris des victimes. 
Nicole Winfield, journaliste à l'Associated Press, estime que l'affaire montre que « le scandale des abus sexuels commis par le clergé prend lentement de l'ampleur en Italie avec une couverture médiatique croissante des condamnations pénales. », même si, contrairement à d'autres pays, le scandale est resté relativement discret.

## Renvoi de l'évêque et de son ancien vicaire général devant la justice
Le 20 janvier 2025, la procureure d'Enna renvoie devant le tribunal Rosario Gisana et Vincenzo Murgano pour faux témoignage. Ils sont accusés d'avoir menti au sujet des 25 000 euros qu'ils avaient nié lors du procès avoir proposé à la victime en échange de son silence. Le Saint-Siège, embarrassé dans cette affaire compte tenu du soutien du pape à Rosario Gisana, décide d'envoyer un visiteur apostolique pour mener une enquête canonique sur l'attitude des deux prélats mêlés à l'affaire,,.
Antonio Messina se constitue partie civile. Prévu le 26 mai, le procès contre Rosario Gisana et Vincenzo Murgano est reporté au 29 octobre 2025.

## Renvoi de l'état clérical de Giuseppe Rugolo
Giuseppe Rugolo est condamné en appel à trois ans de prison le 1er juillet 2025. Une commission spéciale, dont le diocèse de Piazza Armerina est tenu à l'écart, décide son renvoi de l'état clérical,.

## À voir